# Áditi

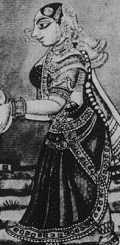
Representación de la diosa Aditi. Ella es una deidad hindú.

En el marco del vedismo Áditi es una diosa madre, esposa de Kashiapa y madre de los Āditiás (nombre derivado de Áditi) y de otros dioses. De carácter celeste, en una época tardía fue identificada con la tierra. Ella es la personificación del extenso cosmos infinito y vasto; y por ello la diosa de la tierra, el cielo, la inconsciencia, el pasado, el futuro y la fertilidad.
Se la menciona frecuentemente en el Rig-veda (mediados del II milenio a. C.) y otros textos del hinduismo. 
En el Rig-veda es la diosa femenina (deví) de más importancia. Es el origen de todas las criaturas, incluidos algunos o todos los devas; así como dispensadora de los alimentos necesarios para que todos sobrevivan. Se le invocaba como auspiciadora de los niños y ganado. Es hermana de Diti.
Los teósofos y en la filosofía hindú comentan que el siguiente verso indicado en los Vedas "Daksha surgió de Aditi, y Aditi de Daksha" como una referencia al "renacimiento cíclico eterno de la misma Esencia divina" y la sabiduría divina.
En la mayoría de los Puranas (como el Bhágavata-purana, del siglo XI d. C. aproximadamente) tiene un papel mucho más secundario, como esposa de Kashiapa, y que dio a luz a doce hijos, los Aditiás, que serán más adelante considerados como los dioses del firmamento, eternos e inviolables. Estos doce hijos dan pie a los doce meses del año.
En algunos Puranas se dice que es esposa de Márichi; mientras que en el Shatapatha-bráhmana se ve a Áditi como si estuviera sola (sin esposo).
Sería una deidad "equivalente" a la personificación del concepto de Sakti, como la energía que da origen a los devas; y asociada con la sustancia primaria (mulaprakriti) en la escuela de filosofía Vedanta.

## Significado
- ‘infinidad’, ‘expansión eterna e infinita’ o 'ilimitada'
- á-diti significa también ‘nada que dar’ (en el Rig-veda)
- á-diti: no ligada, libre (según el Rig-veda 7.52.1)
- sin fronteras, no rota, entera, feliz según el Rig-veda y el Vashasanei-samjitá.
- libertad, seguridad
- inmensidad, abundancia inagotable, perfección, poder creativo.
- una vaca, leche (en el Rig-veda)[3]
- la Tierra (según el Naigh.)
- discurso (en el Rig-veda 8.101.15)
- cielo y tierra (según el Naigh.)
- cuando se pronuncia adíti es un sustantivo masculino común, y significa ‘devorador’ (un epíteto de la muerte), según el Brijad-araniaka-upanishád.